# Вайдя, Дайя
Да́йя Ви́виан Ва́йдя (англ. Daya Vivian Vaidya; 20 мая 1973, Катманду, Непал) — непало-американская актриса.

## Биография
Дайя Вайдя родилась в 1973 году. Её семья переехала в Окленд, когда ей было три года. Окончила Калифорнийский университет в Лос-Анджелесе.

## Личная жизнь
Дайя Вайдя дважды была замужем, у неё есть ребёнок.
- Первый супруг — Хатсон Миллер. Были женаты в 2006—2008 года.
- Второй супруг — Дон Уоллес, актёр. Женаты с 1 января 2011 года. У супругов есть трое детей — дочь Лила Грэйс Уоллес (род.17.07.2009) и сыновья-близнецы Джей Блю Уоллес и Дев Эшан Уоллес (род.25.07.2012).

## Избранная фильмография
| Год       |   | Русское название           | Оригинальное название   | Роль           |
| --------- | - | -------------------------- | ----------------------- | -------------- |
| 2000      | ф | Лепрекон 5: Сосед          | Leprechaun: In the Hood | официантка № 1 |
| 2004      | с | Морская полиция: Спецотдел | NCIS                    | танцовщица     |
| 2007      | с | Декстер                    | Dexter                  | агент ФБР №2   |
| 2008      | с | Два с половиной человека   | Two and a Half Men      | Люси           |
| 2011—2012 | с | Помнить всё                | Unforgettable           | Нина Инара     |